# 13964 La Billardière
13964 La Billardière eller 1991 PO5 är en asteroid i huvudbältet som upptäcktes den 3 augusti 1991 av den belgiske astronomen Eric W. Elst vid La Silla-observatoriet. Den är uppkallad efter den franske botanikern Jacques-Julien Houtou de Labillardière.
Asteroiden har en diameter på ungefär 11 kilometer och den tillhör asteroidgruppen Themis.